# Raz-de-marée de la Saint-Marcel en 1362
La seconde inondation de la Saint Marcel aussi appelée Grote Mandrenke (la grande noyade) en Allemagne et au Danemark eut lieu les 15 et 16 janvier 1362. Elle frappa les régions sud de la mer du Nord. 
Le chroniqueur allemand Anton Heimreich (de) a écrit que l'eau dans le Schleswig-Holstein est passée à plus de quatre coudées (environ 2,4 mètres) au-dessus des barrages et des digues. Dans la cathédrale de Ribe, le niveau de l'eau est indiqué sur un mur.
La ville de Rungholt et sept autres paroisses ont disparu dans les flots et plus de 7 600 personnes se sont noyées. La côte allemande a été modifiée, l'île Nordstrand s'est scindée en trois, la baie Leybucht s'est formée.
Aux Pays-Bas, les effets ont été aussi désastreux. Des digues se sont rompues et de grandes étendues ont été inondées.
L'Angleterre semble avoir subi moins de dégâts, aucune source connue n'en fait mention.
Le nombre total de victimes n'est pas connu. Les estimations vont de 25 000 à 40 000. Certaines sources parlent de 100 000 victimes, mais cela est probablement exagéré.